# Burgessia bella
Burgessia bella (лат.) — род членистоногих (артропод) среднего кембрийского периода. Ископаемые остатки найдены в сланцах Бёрджес в Британской Колумбии, Канада. Относительно многочисленный вид, известный по более чем 1700 образцам.

## Описание

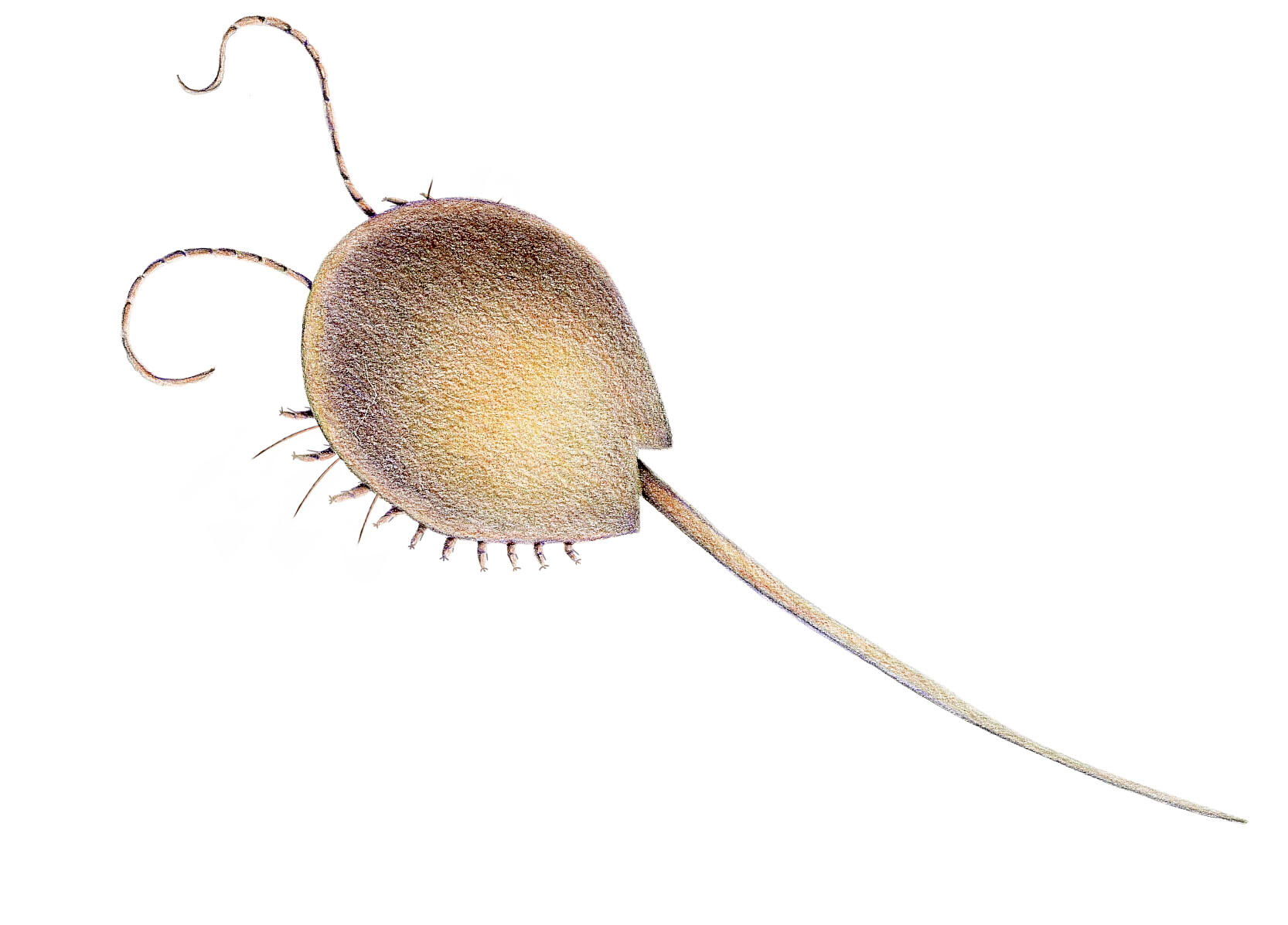
Реконструкция

Туловище включает несегментированный, округлый и несколько выпусклый карапакс. Скорее всего, он был тонким и лишь слегка подвергся склеротизации. Вперёд от головы выступает пара сужающихся гибких сегментированных усиков, примерно равных по длине карапуксу. Вероятно, они выполняли тактильную функцию. Имеется три пары головных придатков, не считая усиков, которые функционировали как ходильные конечности, а также семь пар двуветвистых ходильных конечностей с жабрами, в остальном похожих на головные конечности, расположенные вдоль туловища и уменьшающиеся к заднему отделу. Несмотря на то, что рот не виден ни на одном экземпляре, он почти наверняка располагался на нижней стороне туловища. Круглый панцирь в значительной степени занят кишечником, разделённым на две части на каждой стороне панциря. Туловище заканчивается длинным тельсоном, который был подвижным и мог быть как жёстким, так и гибким, что, вероятно, контролировалось введением/изъятием жидкости из полости внутри тельсона и соответствующего увеличения/уменьшения гидростатического давления. Вероятно, тельсон использовался для того, чтобы переворачивать животное в вертикальное положение, если оно опрокидывалось.

## Экология
Вероятно, Burgessia обитала на морском дне и, скорее всего, не умела плавать. Предполагается, что животное было детритофагом. На первых сегментах и тазиках ног расположены обращённые вниз и внутрь выступы, которые в сочетании с выступами на противоположной паре ног, вероятно, использовались для захвата пищи и подтягивания её ко рту.

## Таксономия
Burgessia не входит в состав какой-либо крупной группы членистоногих, и её родственные связи с другими артроподами неясны.